# Mário Gerson
Mário Gerson (Mossoró, 16 de dezembro de 1981) é um jornalista e escritor brasileiro.

## Biografia
Mário Gerson Fernandes de Oliveira nasceu em Mossoró-RN, aos 16 de dezembro de 1981. É filho de Maria do Carmo Fernandes Oliveira e de Josias Faustino de Oliveira. Começou a produzir seus primeiros escritos aos quatorze anos de idade. Desde muito jovem teve contato com a literatura, as artes plásticas e, em especial, com a poesia. Juntamente com a Fundação Vingt-un Rosado, Coleção Mossoroense, em 1999 lançou o seu primeiro trabalho - um folheto intitulado Traços Poéticos, por um projeto denominado Poema na Escola.
Juntamente com as poetisas Kalliane Sibelli, Graciele de Lima e o Grupo Apogeu, e logo a seguir com o projeto Pedagogia da Gestão, editou o jornal cultural mensal e literário Clandestino.
Mário Gerson, em 2002, lançou o seu primeiro livro, O Catador de Espumas. E, em 2001, foi terceiro lugar no Concurso Vingt-un Rosado de Poesia, promovido pela Prefeitura Municipal de Mossoró. Em 2006 foi o ganhador da primeira edição do Prêmio Dorian Jorge Freire de Jornalismo, organizado pela Prefeitura Municipal de Mossoró, tendo como jurados os jornalistas Adísia Sá, Woden Madruga, Osair Vasconcelos e o escritor Pablo Capistrano. O trabalho vencedor no prêmio de jornalismo foi publicado em livro pela Prefeitura Municipal de Mossoró e distribuído em escolas, bibliotecas e faculdades de jornalismo do Estado e do Nordeste. No ano seguinte foi ganhador do Prêmio de Poesia Maria Sylvia de Vasconcelos Câmara, também da PMM, com o poema "Mais que um Nome..."
Em 2008, Mário Gerson foi o vencedor da categoria Contos, do Prêmio Literário Rota Batida, um convênio entre a Coleção Mossoroense e a Petrobras, com o livro O Suspiro do Inimigo.
Em 2007, lançou o livro GAZETA DO OESTE, 30 anos, em que revela a história do maior jornal do interior do Estado e do Oeste potiguar. Já em 2008 publicou outra obra, A Morte do Pescador, uma novela, com prefácio do escritor e crítico literário Manoel Onofre Júnior. Em 2011 lançou A Noite de Luvas Brancas, livro de poemas.  
Mário Gerson teve vários de seus poemas editados em jornais literários, como o extinto O Galo (da Fundação José Augusto), e colaborou com a revista Preá, no quadro "Escritura Potiguar", de Natal, e o Diário do Nordeste, na página de cultura, entre outros. A revista CULT, edição de fevereiro de 2004, destacou em seu quadro RADAR CULT alguns poemas do autor.
Foi editor e fundador dos jornais JJ do DR e Voz Noturna, ambos na Escola Estadual Governador Dix-sept Rosado, onde estudou.
Atualmente é editor do caderno Expressão, jornal GAZETA DO OESTE e Universitário do Curso de Comunicação Social - JORNALISMO - da Universidade do Estado do Rio Grande do Norte.
É conselheiro editorial da Editora Queima-Bucha, de propriedade do poeta Gustavo Luz, membro do Instituto Cultural do Oeste Potiguar (ICOP), desde junho de 2005, sócio-correspondente da Academia Apodiense de Letras (AAPOL) e membro da Academia Mossoroense de Letras (AMOL).
Atualmente trabalha como repórter na Gazeta do Oeste e edita o caderno Expressão, aos domingos.

## Premiações
- 2001, Terceiro Lugar no Concurso Vingt-un Rosado de Poesia, promovido pela prefeitura Municipal de Mossoró;
- 2006, Ganhador do Prêmio Dorian Jorge Freire de Jornalismo, organizado pela PMM;
- 2007, Ganhador do Prêmio Maria Sylvia de Vasconcelos Câmara, também promovido pela PMM;
- 2009, Ganhador do Prêmio Escritor norte-riograndense, projeto Rota Batida III, promovido pela Fundação Vingt-Un Rosado;
- 2012, Terceiro lugar no Prêmio Zila Mamede de Poesia.

## Obras do autor
- Traços Poéticos, 1999
- O Catador de Espumas, 2002
- Mossoró, capital da cultura (Prêmio de Jornalismo Dorian Jorge Freire - reportagem), 2006
- GAZETA DO OESTE, 30 anos, 2007
- A Morte do Pescador, 2008
- O Suspiro do Inimigo, 2009
- A Noite de Luvas Brancas, 2011